# Cipripediòidies
Cypripedioideae és una subfamília d'orquídies. Inclou els gèneres Cypripedium, Mexipedium, Paphiopedilum, Phragmipedium i Selenipedium.
Alguns taxonomistes consideren aquesta subfamília com una família separada, Cypripediaceae, a part de les Orchidaceae.
La subfamília Cypripedioideae és monofilètica.
El gènere Cypripedium es troba a gran part d'Amèrica del Nord, com també a parts d'Europa i Àsia. La flor estatal de l'estat de Minnesota és la Showy Lady's Slipper (Cypripedium reginae). La mateixa espècie és la flor provincial oficial de la província canadenca de l'Illa del Príncep Eduard.